# Canal Sur
Canal Sur Televisión és el primer canal de la corporació pública RTVA, l'empresa encarregada de la radiotelevisió pública d'Andalusia. La corporació gestiona la cadena a través de l'empresa Radio y televisión de Andalucia, que també s'encarrega de la resta de cadenes públiques andaluses.

## Aparició
Va ser creada a partir de la Llei del Tercer Canal de Televisió, després dels dos canals de Televisió Espanyola. Canal Sur va començar les seves emissions el 28 de febrer de 1989, coincidint amb la festivitat del dia d'Andalusia. Es va inaugurar amb magnificència amb Camarón de la Isla. En aquell temps, l'oferta televisiva a l'Estat Espanyol es reduïa a les dues cadenes públiques de l'estat (TVE), i en algunes altres Comunitats Autònomes com Catalunya, País Basc o Galícia que ja comptaven amb el seu canal autonòmic.
Des de maig de 1988, abans dels inicis de Canal Sur, es va constituir un Comité pro-Captació de la Televisió Andalusa, que exigia que les emissions de Canal Sur es pogueren rebre a Catalunya, i que TV3 dedicara part de la seua programació a la cultura andalusa, degut a la gran quantitat d'andalusos residents a Catalunya. Al març de 1989, ja amb les emissions de Canal Sur iniciades, s'havien arreplegat fins a 100.000 signatures a favor de la reciprocitat entre Canal Sur i TV3, a las quals s'afegiren les de la campanya iniciada al País Valencià i a la Regió de Múrcia, que encara no tenien televisió pròpia. El Parlament d'Andalusia va aprovar el 28 de març de 1989 una Proposició no de Llei en què s'instava el Ministeri de Transports i la Generalitat de Catalunya a cercar una solució perquè que la campanya es fera efectiva. Aquell mateix any es va debatre al Congrés dels Diputats una proposició perquè tots els canals autonòmics es pogueren captar a tot l'Estat espanyol. Finalment, al 1990 la Junta d'Andalusia va desistir de la campanya.
La televisió andalusa va néixer amb la intenció de servir com a instrument d'informació i participació per als andalusos en la societat, la cultura i la política del país. A més, pretenia ser un mitjà de difusió dels valors històrics, culturals i lingüístics d'Andalusia.
Canal 2 Andalusia, va aparèixer el juny de 1998, amb la qual cosa l'oferta televisiva de RTVA es va desdoblar, quedant Canal Sur com una televisió de caràcter general i entreteniment, mentre que Canal 2 Andalusia se centraria més en una programació cultural i divulgativa, amb especial atenció a les franges infantil i esportiva.

## Imatge corporativa

Logotip usat entre 2011 i 2017.
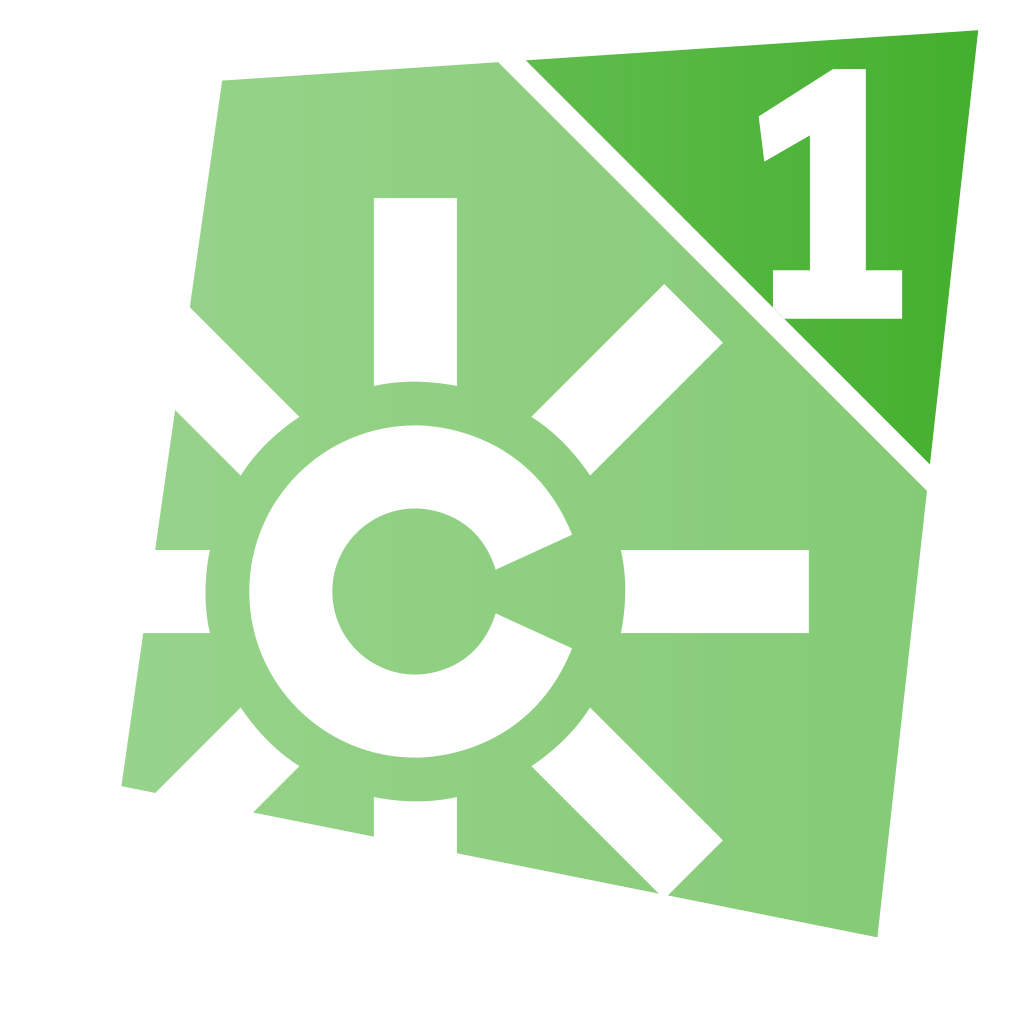
Logotip usat des del 2017.

## Programació
La programació de Canal Sur ha pretès ser sempre propera a la realitat del poble andalús, amb gairebé tots els programes de la seva graella de fabricació pròpia, excepte pel·lícules i certes sèries de ficció.
Alguns programes amb un alt grau de reconeixement que han passat per Canal Sud són: Andalucía Directo (basat en Madrid Directo de Telemadrid sent TVE amb Espanya Directo hereva de la fórmula), Los Reporteros, La Banda, La Jugada, Punto y Medio, Con sabor andaluz, Tal como somos, Andalusia es de cine o la sèrie Arrayán.
Alguns dels presentadors o artistes que han desenvolupat gran part de la seva carrera en Canal Sud són: Juan y Medio, Agustín Bravo, Mariló Montero, Rafael Cremades, Paco Lobatón, Los Morancos, Tate Montoya, Irma Soriano, María Espejo, etc.